# Louisa Chafee
Louisa Chafee (* 24. September 1991 in Providence, Rhode Island) ist eine US-amerikanische Seglerin in der Bootsklasse Nacra 17.

## Leben
Louisa Chafee wurde 1991 als Tochter der Politikers Lincoln Chafee und dessen Frau Stephanie geboren und wuchs mit einem Bruder und einer Schwester auf. Sie besuchte die Phillips Academy in Andover, Massachusetts, und machte dort 2009 ihren Abschluss. Anschließend studierte sie Folklore und Mythologie an der Brown University und erhielt dort 2014 ihren Abschluss mit einer Abschlussarbeit über Drachen.
2016 nahm als Teil der US-amerikanischen Delegation an den Olympischen Sommerspielen in Rio de Janeiro teil. Bei dem Segelwettbewerb in der Klasse Nacra 17, der erstmals mixed ausgetragen wurde, erreichte sie zusammen mit ihrem Teamkollegen Bora Gulari den achten Platz.

## Erfolge
- 2016:
  - ISAF Sailing World Cup Weymouth & Portland: 7. Platz in der Klasse Nacra 17
  - ISAF Sailing World Cup Miami: 12. Platz in der Klasse Nacra 17
  - Olympische Sommerspiele in Rio de Janeiro: 8. Platz in der Klasse Nacra 17